# Onthophagus auratus
Onthophagus auratus là một loài bọ cánh cứng trong họ Bọ hung (Scarabaeidae).